# Gornja Gradina
Gornja Gradina je naseljeno mjesto u sastavu općine Bosanska Dubica, Republika Srpska, BiH.

## Stanovništvo
| Gornja Gradina     |              |
| godina popisa      | 1991.        |
| Srbi               | 194 (96,04%) |
| Hrvati             | 0            |
| Muslimani          | 0            |
| Jugoslaveni        | 2 (0,99%)    |
| ostali i nepoznato | 6 (2,97%)    |
| ukupno             | 202          |